# فرد وليامز (رسام)
فرد وليامز (بالإنجليزية: Fred Williams)‏ هو طباع ورسام أسترالي، ولد في 23 يناير 1927 في ريتشموند ‏ في أستراليا، وتوفي في 22 أبريل 1982 في Hawthorn, Victoria ‏ في أستراليا بسبب سرطان الرئة.